# Yang Kyong-il
Yang Kyong-il (* 7. August 1987 in Pjöngjang, Nordkorea) ist ein nordkoreanischer Ringer. Er wurde 2009 und 2014 Weltmeister im freien Stil im Bantamgewicht bzw. in der Gewichtsklasse bis 57 kg Körpergewicht. Außerdem gewann er bei den Olympischen Spielen 2012 in London eine Bronzemedaille.

## Werdegang
Yang Kyong-il begann im Jahre 2004 mit dem Ringen. Der untersetzte, 1,57 Meter große Athlet bevorzugt den freien Stil und geht für den Universitäts-Sportclub Pjöngjang an den Start. Dort wird der Student von Ri Yong-Nam trainiert.
Im Juniorenbereich konnte er bei internationalen Meisterschaften keine Erfolge erzielen, was daran liegt, dass sich Nordkorea an diesen Meisterschaften nicht beteiligte. Deshalb hatte er im Alter von 20 Jahren im Jahre 1987 sein Debüt bei einer der internationalen Großveranstaltungen, der Weltmeisterschaft in Baku. Er kam dort im Bantamgewicht zu Siegen über Alexander Chawelow aus der Ukraine und Namig Abdullajew aus Aserbaidschan. Nach einer Niederlage in seinem dritten Kampf gegen Andy Moreno aus Kuba schied er aber aus und kam nur auf den 14. Platz.
Im Jahre 2008 qualifizierte sich Yang Kyong-il mit einem Sieg beim Qualifikations-Turnier in Warschau für die Teilnahme an den Olympischen Spielen in Peking. Er ließ in Warschau u. a. Bessarion Gotschaschwili aus Georgien, Ramil Rejepow aus Turkmenistan und Petru Toarcă aus Rumänien hinter sich. In Peking unterlag er in seinem ersten Kampf gegen Namig Sewdimow aus Aserbaidschan mit 1:2 Runden (3:6 techn. Punkte). Da Sewdimow das Finale nicht erreichte, musste Yang ausscheiden und landete auf dem 12. Platz.
Eine große Überraschung schaffte er dann aber bei der Weltmeisterschaft 2009 in Herning/Dänemark. Er siegte dort im Bantamgewicht über Bajaraagiin Naranbaatar aus der Mongolei, Krasimir Krastanow aus Großbritannien, Nikolai Aiwasan aus der Ukraine, Ryswan Hadschyjeu aus Belarus und Sezen Akgül aus der Türkei und wurde Weltmeister. Bemerkenswert war dabei der Umstand, dass er seine Kämpfe, bis auf den Finalkampf, hoch überlegen führte und zu hohen Punktsiegen kam.
Es überrascht deshalb etwas, dass er bei der Asienmeisterschaft 2010 in New Delhi diese Siegesserie nicht fortsetzen konnte und im Halbfinale eine Niederlage durch Shinichi Yumoto aus Japan hinnehmen musste. Er kam deshalb in New Delhi nur auf den 3. Platz. Seinen Weltmeistertitel aus dem Jahre 2009 konnte Yang Kyong-Il in Moskau 2010 nicht verteidigen, weil Nordkorea an dieser Meisterschaft nicht teilnahm. Im November 2010 war er aber bei den Asien-Spielen in Guangzhou am Start und kam dort hinter Dilschod Mansurow aus Usbekistan auf den 2. Platz. 2011 wurde er in Taschkent Asienmeister vor Yasuhoro Inaba aus Japan. Bei der Weltmeisterschaft 2011 in Istanbul war er wieder am Start und besiegte in seinem ersten Kampf Dilschod Mansurow. In seinem nächsten Kampf unterlag er aber gegen Hassan Rahimi aus dem Iran und musste ausscheiden, da Rahimi das Finale nicht erreichte. Er kam damit nur auf den 17. Platz.
Im April qualifizierte sich Yang Kyong-il mit einem Turniersieg in Taiyuan/China für die Teilnahme an den Olympischen Spielen in London. In London kam er zu einem Sieg über Dilschod Mansurow, unterlag dann gegen Djamal Otarsultanow aus Russland und sicherte sich danach mit Siegen in der Trostrunde über Saatele Sem Shilimela, Namibia und Daulet Nijasbekow aus Kasachstan noch eine olympische Bronzemedaille.
Im August 2013 startete er bei der Asienmeisterschaft in New Delhi und musste sich dort im Finale des Bantamgewichts dem Inder Amit Kumar geschlagen geben. Er wurde trotzdem bei der Weltmeisterschaft dieses Jahres in Budapest eingesetzt. Er unterlag in Budapest aber schon in seinem ersten Kampf in einem griffreichen Kampf gegen den Russen Nariman Israpilow nach Punkten (0:2 Runden, 8:12 Punkten). Da Israpilow das Finale nicht erreichte, schied er aus und kam nur auf den 19. Platz.
Im Februar 2014 ging er beim renommierten Takhti-Cup in Teheran in der neuen Gewichtsklasse bis 57 kg an den Start. Er belegte dort hinter seinem Landsmann Jin Jong-hak und Rasul Kalijew aus Kasachstan den 3. Platz. Daraufhin wurde Jin Jong-hak vom nordkoreanischen Ringerverband im April 2014 bei der Asienmeisterschaft in Almaty eingesetzt. Dieser belegte bei dieser Meisterschaft aber nur den 10. Platz. Aus diesem Grund griff der nordkoreanische Ringerverband bei der Weltmeisterschaft 2014 in Taschkent wieder auf Yang Kyong-il zurück. Dieser rechtfertigte dieses Vertrauen voll und ganz, denn er wurde mit Siegen über Kim Sung-gwon, Südkorea, Yuki Takahashi, Japan, den Titelverteidiger Hassan Rahimi, Iran und Wladimer Chintschegaschwili, Georgien, zum zweiten Mal in seiner Karriere Weltmeister.

## Internationale Erfolge
| Jahr | Platz  | Wettbewerb                                 | Gewichtskl. | Ergebnis |
| 2007 | 14.    | WM in Baku                                 | Bantam      | nach Siegen über Alexander Chawelow, Ukraine u. Namig Abdullajew, Aserbaidschan u. einer Niederlage gegen Andy Moreno, Kuba                                                   |
| 2008 | 1.     | Olympia-Qualifikations-Turnier in Warschau | Bantam      | vor Bessarion Gotschaschwili, Georgien, Ramil Rejepow, Turkmenistan u. Petru Toarcă, Rumänien                                                                                 |
| 2008 | 12.    | OS in Peking                               | Bantam      | nach einer Niederlage gegen Namig Sewdimow, Aserbaidschan (1:2 Runden, 3:6 techn. Punkte)                                                                                     |
| 2009 | 1.     | WM Herning/Dänemark                        | Bantam      | nach Siegen über Bajaraagiin Naranbaatar, Mongolei, Krasimir Krastanow, Großbritannien, Nikolai Aiwasow, Ukraine, Ryswan Hadschyjeu, Belarus u. Sezen Akgül, Türkei           |
| 2010 | 1.     | Iwan-Yarigin-Memorial in Krasnojarsk       | Bantam      | vor Nariman Israpilow und Wiktor Lebedew, bde. Russland u. Hidenori Taoka, Japan                                                                                              |
| 2010 | 3.     | Asienmeisterschaft in New Delhi            | Bantam      | hinter Shinichi Yumoto, Japan u. Nasibulla Kurbanow, Usbekistan, gemeinsam mit Lee Woo-joo, Südkorea                                                                          |
| 2010 | 2.     | Asien-Spiele in Guangzhou                  | Bantam      | hinter Dilschod Mansurow, Usbekistan, vor Yasuhiro Inaba, Japan und Kim Hyo-sub, Südkorea                                                                                     |
| 2011 | 1.     | Asienmeisterschaft in Taschkent            | Bantam      | vor Yasuhiro Inaba, Lee Woo-joo, Südkorea und Rahul Balasaheb Anware, Indien                                                                                                  |
| 2011 | 17.    | WM in Istanbul                             | Bantam      | nach einem Sieg über Dilschod Mansurow und einer Niederlage gegen Hassan Rahimi, Iran                                                                                         |
| 2012 | 1.     | Olympia-Qualif.-Turnier in Taiyuan/China   | Bantam      | vor Dilschod Mansurow, Kim Jin-cheol, Südkorea und Clim Grec, Moldawien |
| 2012 | Bronze | OS in London                               | Bantam      | nach einem Sieg über Dilschod Mansurow, einer Niederlage gegen Djamal Otarsultanow, Russland und Siegen über Naatele Sem Shilimela, Namibia und Daulet Nijasbekow, Kasachstan |
| 2013 | 2.     | Asienmeisterschaft in New Delhi            | Bantam      | hinter Amit Kumar, Indien, vor Rasul Kalijew, Kasachstan und Batboldyn Nomin, Mongolei                                                                                        |
| 2013 | 19.    | WM in Budapest                             | Bantam      | nach einer Niederlage gegen Nariman Israpilow, Russland (0:2 Runden, 8:12 Punkte)                                                                                             |
| 2014 | 3.     | Takhti-Cup in Teheran                      | bis 57 kg   | hinter Jin Jong-hak, Nordkorea und Rasul Kalijew, gemeinsam mit Batboldyn Nomin                                                                                               |
| 2014 | 1.     | WM in Taschkent                            | bis 57 kg   | nach Siegen über Kim Sung-gwon, Südkorea, Yuki Takahashi, Japan, Hassan Rahimi, Iran und Wladimer Chintschegaschwili, Georgien                                                |

Erläuterungen
- alle Wettbewerbe im freien Stil
- OS = Olympische Spiele, WM = Weltmeisterschaft
- Bantamgewicht = Gewichtsklasse bis 55 kg Körpergewicht bis 31. Dezember 2013, seit 1. Januar 2014 gilt eine neue Gewichtsklasseneinteilung durch den Ringer-Weltverband FILA